# Kyle Snyder
Kyle Frederick Snyder, född 20 november 1995, är en amerikansk brottare som tävlar i fristil.
Snyder vann guld i 97 kg fristil vid olympiska sommarspelen 2016. Han blev därmed den yngsta OS-guldmedaljören från USA i brottning någonsin.